# Unitat Expedicionària dels Marines

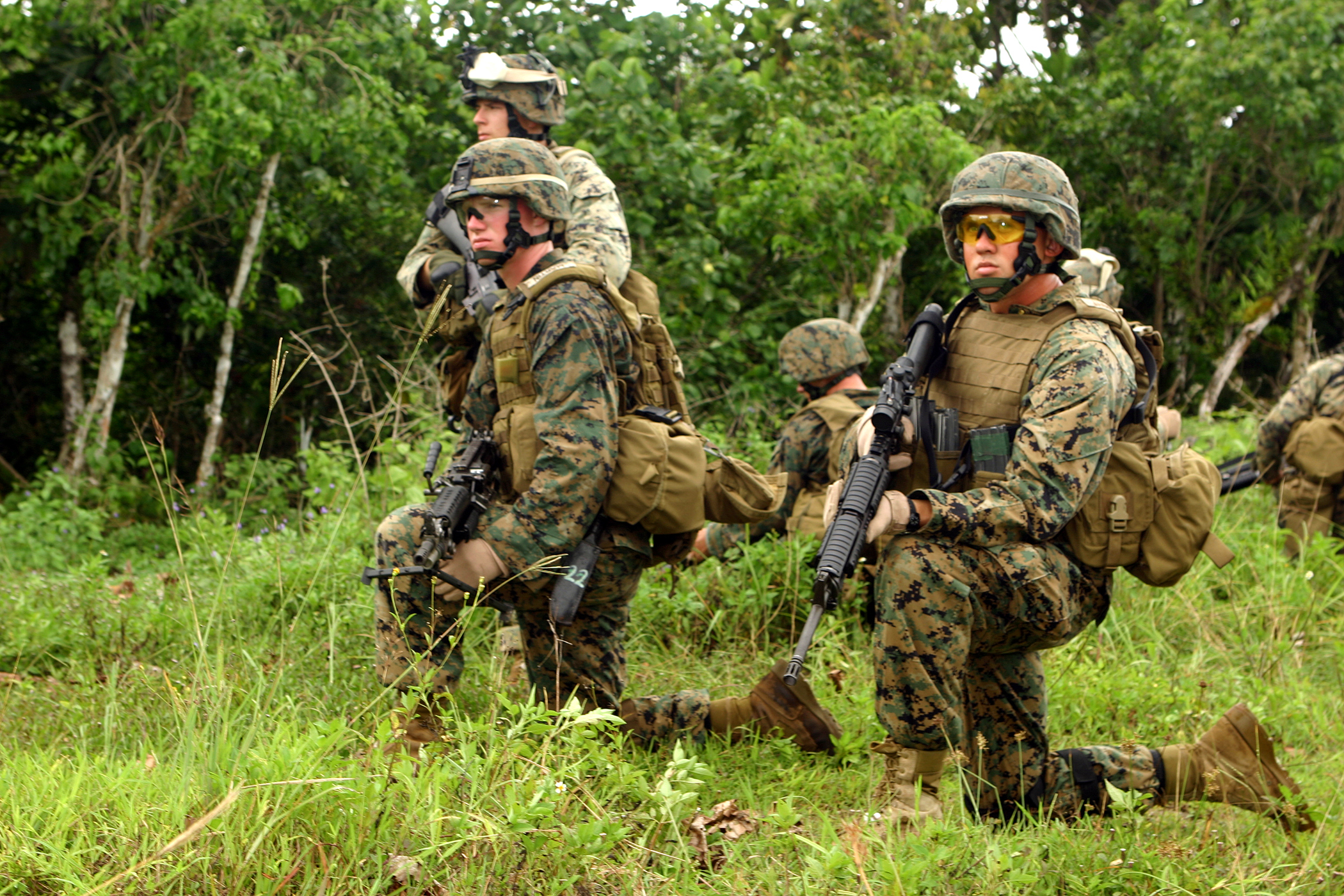
Esquadra dels marines.

La Unitat Expedicionaria dels Marines (UEM) (en anglès: Marine Expeditionary Unit ) (MEU) anteriorment fou anomenada Unitat Amfíbia dels Marines (en anglès: Marine Amphibious Unit), la UEM és l'element més petit de la força conjunta d'aire, mar i terra dels Marines MAGTF (per les seves inicials en anglès), dins del Cos de Marines dels Estats Units. Cada MEU és una unitat expedicionaria de reacció ràpida, i pot ser desplegada per donar una resposta immediata davant qualsevol crisi. Les MEU estan formades per un batalló d'infanteria blindada, un esquadró d'helicòpters de combat, i un grup de suport logístic.Cada MEU està formada per uns 2.000 homes sota el comandament d'un coronel, aquestes unitats són desplegades des de bucs d'assalt amfibis.

## Equipament
| Quantitat | Nomenclatura                                                    | Element   |
| --------- | --------------------------------------------------------------- | --------- |
| 4         | M1 Abrams                                                       | terra     |
| 16        | LAV-25                                                          | terra     |
| 15        | AAV-7A1                                                         | terra     |
| 6         | Obús M777                                                       | terra     |
| 8         | Morters M252 81mm                                               | terra     |
| 8         | BGM-71 TOW                                                      | terra     |
| 8         | FGM-148 Javelin                                                 | terra     |
| 6         | Bell AH-1 SuperCobra                                            | aire      |
| 3         | Bell UH-1N Iroquois                                             | aire      |
| 12        | CH-46I Sigui Knight                                             | aire      |
| 4         | CH-53I Super Stallion                                           | aire      |
| 6         | AV-8B Harrier jet                                               | aire      |
| 2         | KC-130 Hercules                                                 | aire      |
| 2         | Unitats de purificació d'aigua per osmosi inversa               | logística |
| 1         | Estació de tractament d'aigua potable LMT 3000                  | logística |
| 4         | Vehicles multipropòsit John Deere TRAM 624KR                    | logística |
| 2         | Carretons elevadors TX51-19M                                    | logística |
| 3         | Buldòzer Caterpillar D7                                         | logística |
| 1         | Camió de substitució (MTVR)                                     | logística |
| 4         | Camions Mk48                                                    | logística |
| 7         | Contenidors d'aigua amb capacitat per 1.892 litres (500 galons) | múltiple  |
| 63        | Humvee                                                          | múltiple  |
| 30        | Camions (MTVR)                                                  | múltiple  |

## Elements

### Terrestre

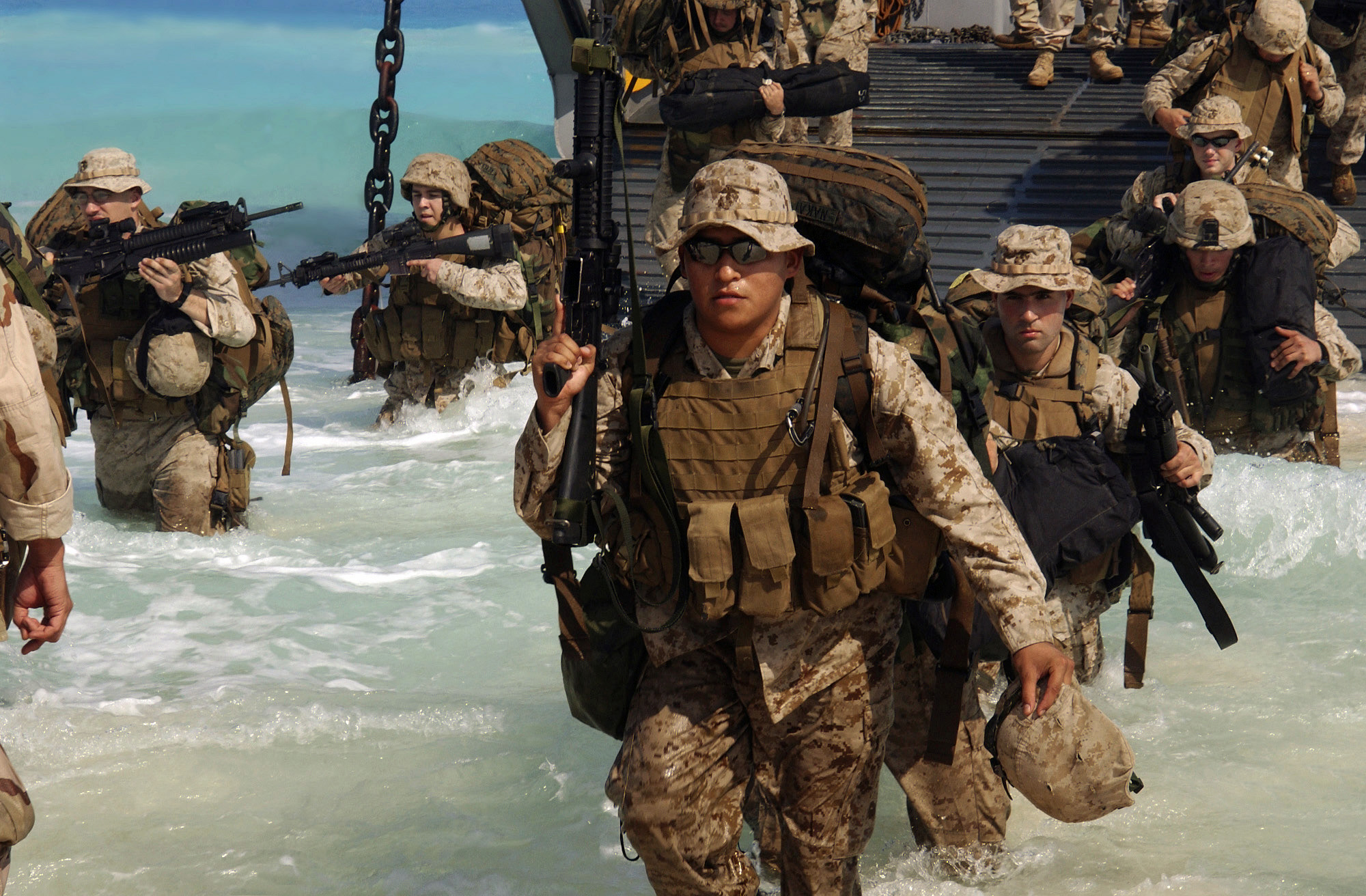
Marines de la 13.ª Unitat Expedicionaria de Marines desembarcant durant l'Operació Bright Star a Egipte.

L'element de combat terrestre (en anglès: Ground Combat Element) (GCE), està format per un batalló d'infanteria, reforçat amb una bateria d'artilleria, un escamot de vehicles d'assalt amfibi, un escamot d'enginyers de combat, una companyia de blindats lleugers de reconeixement, un escamot de tancs, un escamot de reconeixement, i depenent de la missió i les circumstàncies altres unitats. La força total és d'aproximadament 1.100 homes.

### Aeri
L'element de combat aeri, (en anglès: Aviation Combat Element) (ACE), dels marines és un esquadró (reforçat) format per un esquadró d'helicòpters pesats, un destacament d'avions VTOL, i un destacament per al control de tràfic aeri, i defensa antiaèria.

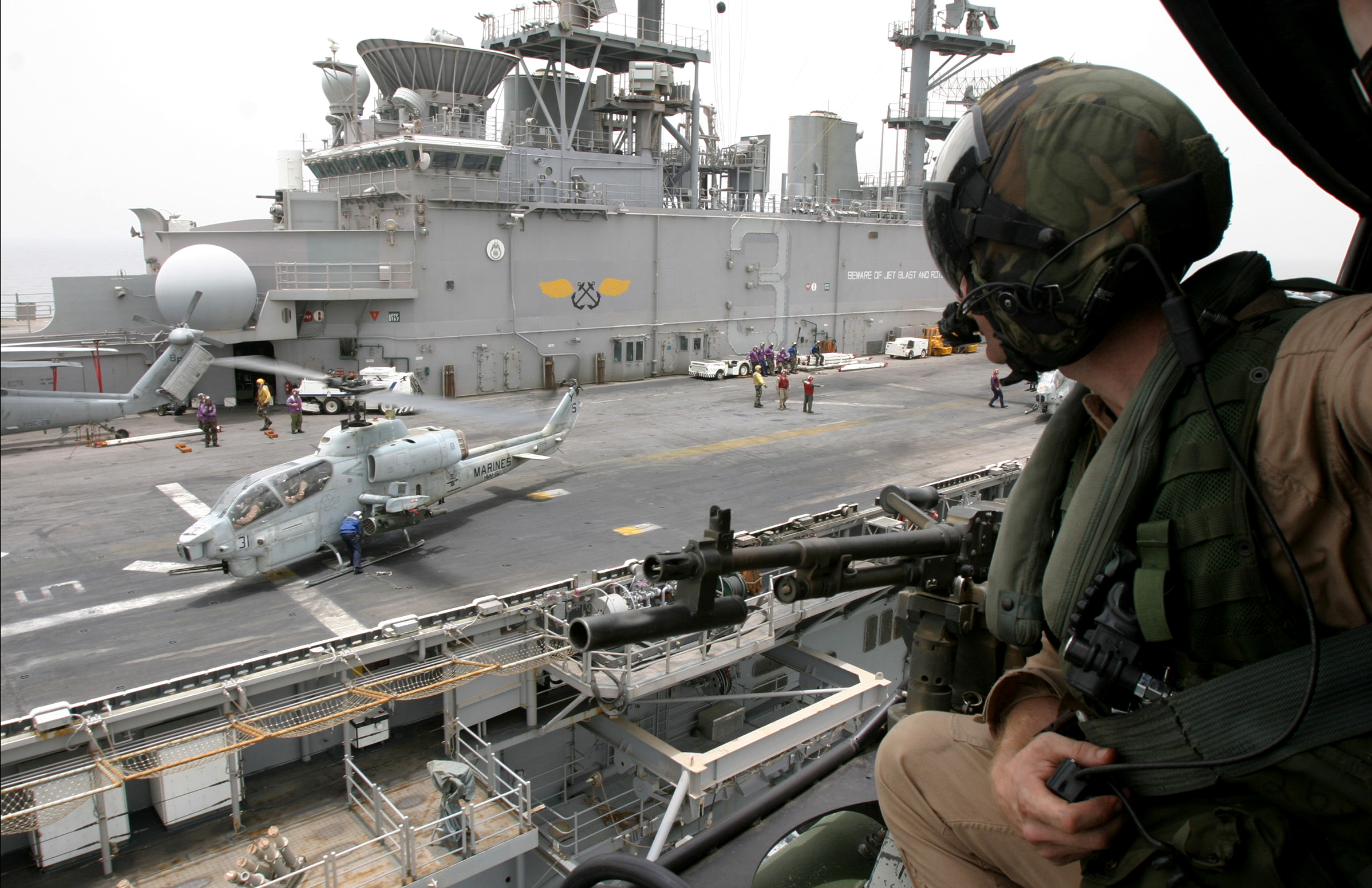
Un UH-1N de la 26.ª Unitat Expedicionaria de Marines a bord de l'USS Kearsarge.

### Logística
L'element de combat logístic (en anglès: Logistics Combat Element LCE) està format per un batalló, format per especialistes i equips necessaris per recolzar i sostenir fins a 30 dies a la unitat MEU. Inclou servei postal, metges, dentistes, tota mena de subministraments, transport, desactivació d'artefactes explosius i policia militar. Es compon d'uns 300 infants de marina i mariners.

### Comandament
L'element de comandament (en anglès: Command Element CE), inclou al comandant del MEU i el seu personal de suport, ofereix el comandament i el control dels altres elements. Inclou els destacaments especialitzats en foc naval, reconeixement militar, vigilància, comunicacions especialitzades, SIGINT, guerra electrònica, intel·ligència i contrainteligencia. La força total és d'uns 200 infants de marina i mariners.